# Tjuvfjorden
Tjuvfjorden är en vik som ligger på sydvästsidan av  Edgeøya på Svalbard. Viken sträcker sig 45 kilometer i nordöstlig riktning från Kvalpyntfjellet (407 meter) på nordvästsidan och Negerpyntfjellet (362 meter) på sydostsidan. Tjuvfjorden deler upp den sydvästliga delen av Edgeøya i två halvöar.
Längst in i viken ligger Tjuvfjordlagunen, en lagun som möter Deltaglaciären. Viken är förhållandevis grund, med djup neråt trettio meter. 
Kong Ludvigøyane som ligger något väst om Tjuvfjorden räknas i många sammanhang som en del av viken. Tjuvfjorden är, i likhet med områdena omkring, ett viktigt område för isbjörn. 